# Kelurahan Taman (administrativ by i Indonesien, lat -7,35, long 112,70)
Kelurahan Taman är en administrativ by i Indonesien.   Den ligger i provinsen Jawa Timur, i den västra delen av landet, 700 km öster om huvudstaden Jakarta.